# Maui gyapjasmadár
A maui gyapjasmadár (Paroreomyza montana) a madarak osztályának verébalakúak (Passeriformes) rendjébe és a pintyfélék (Fringillidae) családjába tartozó faj.

## Elterjedése
A Hawaii-szigetek közé tartozó Maui szigetén honos.Más endemikus fajokhoz mint a Kea gyapjasmadárhoz vagy a Pirosnyakú gyapjasmadárhoz  hasonlóan ez a faj is veszélyeztetett.

## Megjelenése
Hossza 18-21 centiméter, a hímek tollazata zöld, a nőstényeké barna.

## Életmódja
Rovarokkal és Nektárral táplálkozik.